# Wigan County FC
Wigan County FC (celým názvem: Wigan County Football Club) byl anglický fotbalový klub, který sídlil ve městě Wigan v nemetropolitním hrabství Lancashire. Založen byl v roce 1897, čímž se stal vůbec prvním fotbalovým klubem reprezentující město Wigan. Zanikl o tři roky později kvůli špatným výsledkům a nezájmu diváků.
Své domácí zápasy odehrával na stadionu Springfield Park s kapacitou 30 000 diváků.

## Historické názvy
Zdroj: 
- 1897 – Wigan County FC (Wigan County Football Club)
- 1900 – zánik

## Úspěchy v domácích pohárech
Zdroj: 
- FA Cup
  - 1. kolo: 1897/98

## Umístění v jednotlivých sezonách
Stručný přehled
Zdroj: 
- 1897–1900: Lancashire League

Jednotlivé ročníky
Zdroj: 
Legenda: Z - zápasy, V - výhry, R - remízy, P - porážky, VG - vstřelené góly, OG - obdržené góly, +/- - rozdíl skóre, B - body, červené podbarvení - sestup, zelené podbarvení - postup, fialové podbarvení - reorganizace, změna skupiny či soutěže
| Anglie (1897 – 1900) |                   |        |    |    |   |    |    |    |     |    |        |
| Sezóny               | Liga              | Úroveň | Z  | V  | R | P  | VG | OG | +/- | B  | Pozice |
| 1897/98              | Lancashire League | –      | 26 | 11 | 5 | 10 | 52 | 41 | +11 | 27 | 8.     |
| 1898/99              | Lancashire League | –      | 24 | 8  | 8 | 8  | 57 | 36 | +21 | 24 | 7.     |
| 1899/00              | Lancashire League | –      | 28 | 5  | 8 | 15 | 26 | 59 | -33 | 18 | 12.    |